# Fort Christian
Fort Christian is een fort in de haven van Charlotte Amalie op het eiland Saint Thomas in de Amerikaanse Maagdeneilanden. Het is tussen 1672 en 1680 gebouwd en vernoemd naar de Deense koning Christiaan V. Het is het oudste en grootste fort op het eiland.

## Geschiedenis
Op 25 mei 1672 arriveerde gouverneur Jørgen Iversen op Saint Thomas en gaf opdracht voor de bouw van een fort op een schiereiland in de natuurlijke haven. Het fort werd vernoemd naar Deense koning Christiaan V. Het fort werd gebouwd op de rotsen met stenen die als ballast waren meegenomen door de schepen. In 1676 waren de buitenste muren gereed en was Trygborg, een ovale toren aan de noordkant van het fort, gebouwd. In 1678 werd Saint Thomas aangevallen door de Fransen, maar werd niet veroverd.
In 1680 was Fort Christian gereed. Binnen het fort bevinden zich 21 gebouwen. De muren zijn tussen de 1 en 2 meter dik. Boven de toegangspoort staat het jaar 1671 vermeld, maar dat is het jaar waarin de eerste schepen vanuit Denemarken naar Saint Thomas vertrokken.
Fort Christian werd ook gebruikt als administratief centrum en was de residentie van de eerste gouverneurs van Saint Thomas. Tussen 1724 en 1735 werd het fort uitgebreid. In 1874 verloor het fort zijn militaire functie, en werd gebruikt als politiebureau en gevangenis. De noordzijde en Trygborg werden gesloopt en vervangen door een nieuwe toegangspoort met een neogotische toren.
In 1971 werd het Fort Christian Museum, een historisch museum, in het fort gevestigd. In 1977 kreeg Fort Christian monumentstatus. In 1983 verhuisde het politiebureau en gevangenis. In 2005 sloot het museum voor een restoratie van het fort. De restoratie duurde langer dan gepland, maar in 2017 werd het museum heropend.

## Galerij

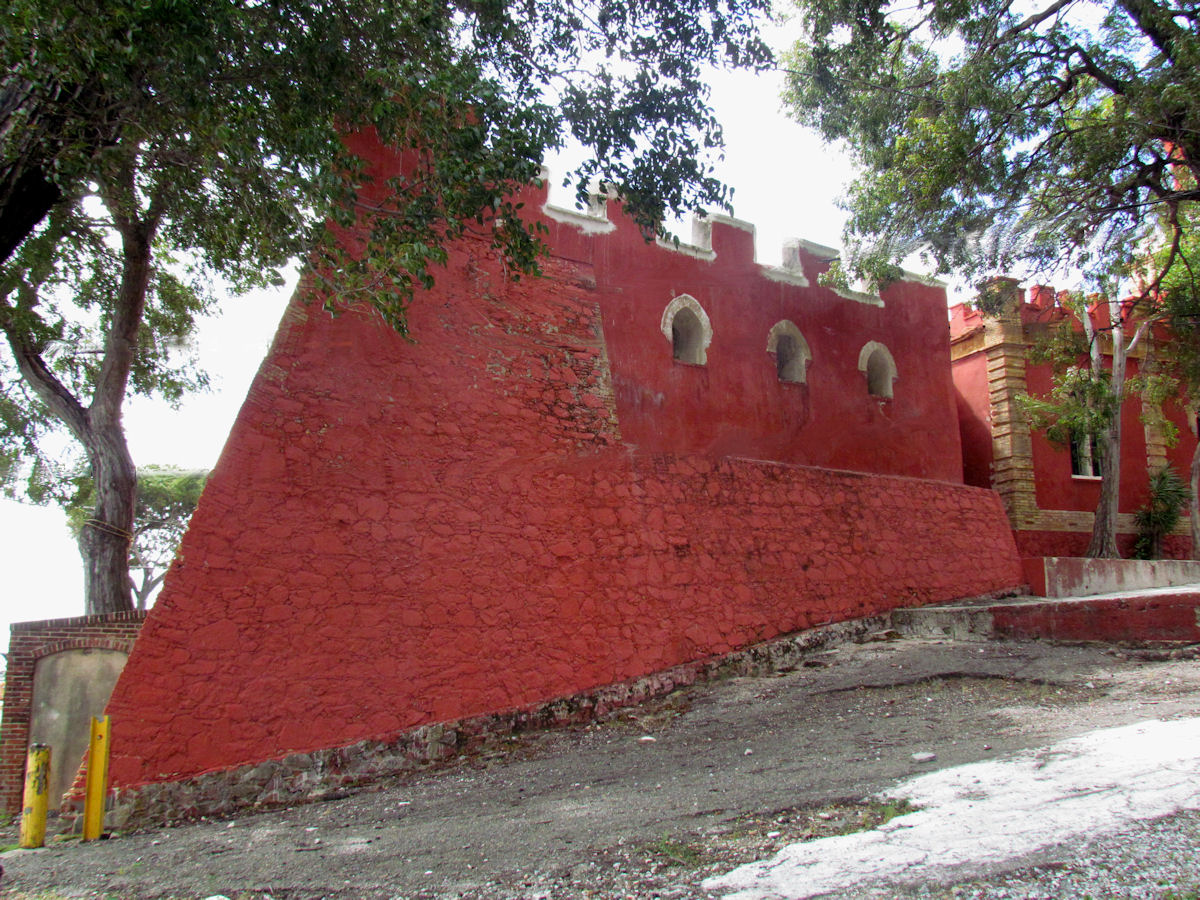
Noordoostelijke bastion van Fort Christian
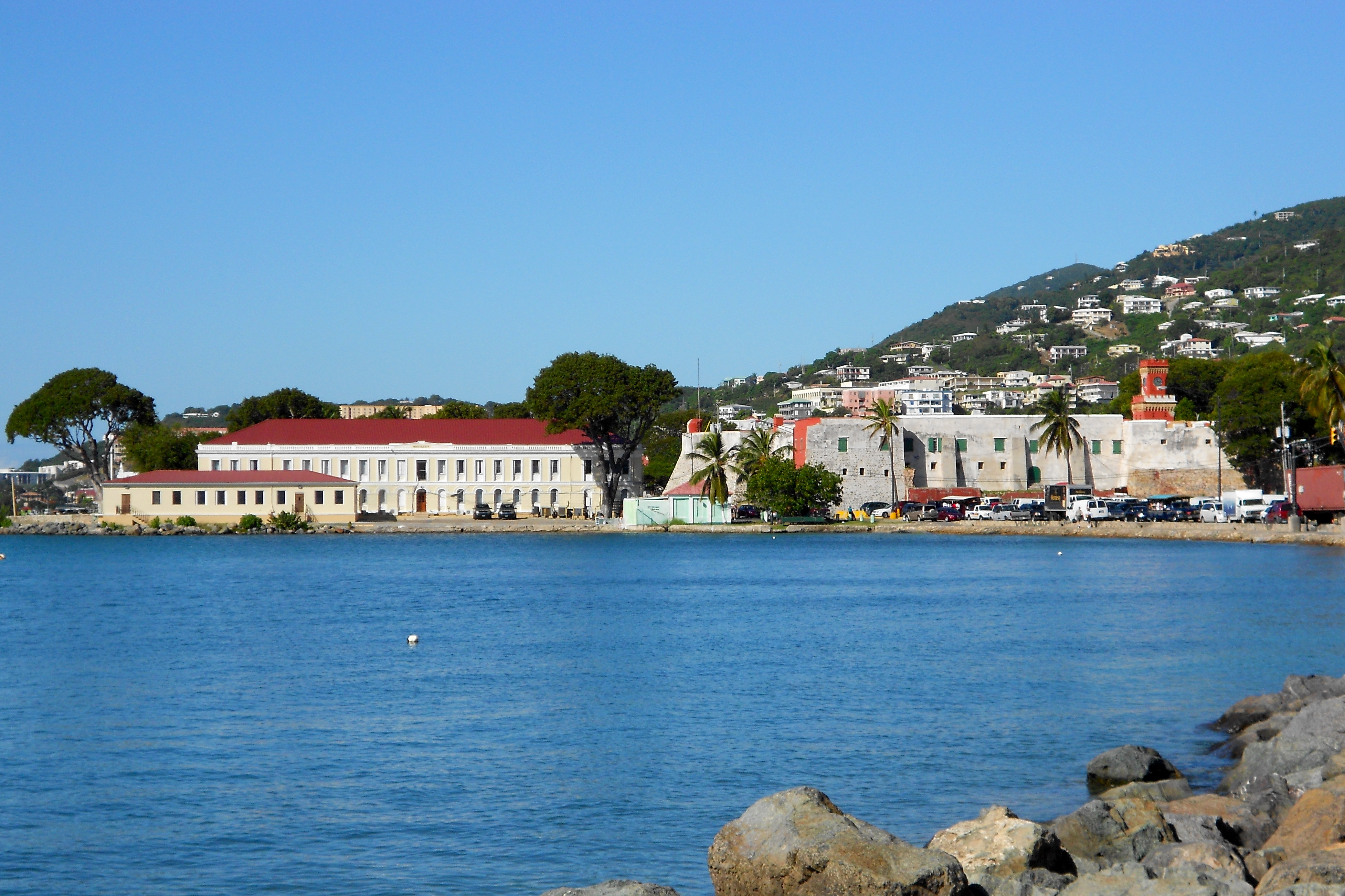
Fort Christian (rechts) vanaf de zee
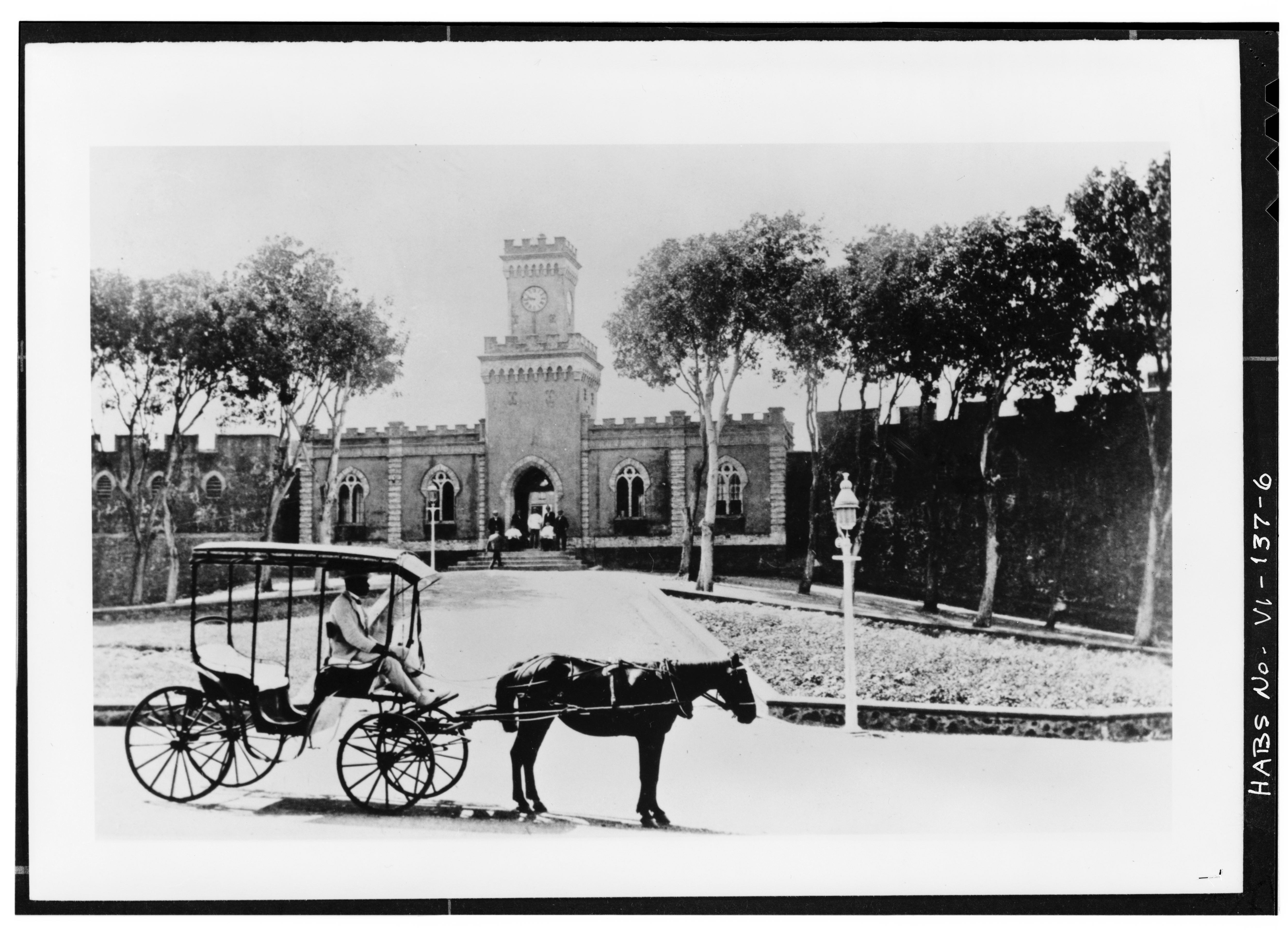
Fort Christian (circa 1900)
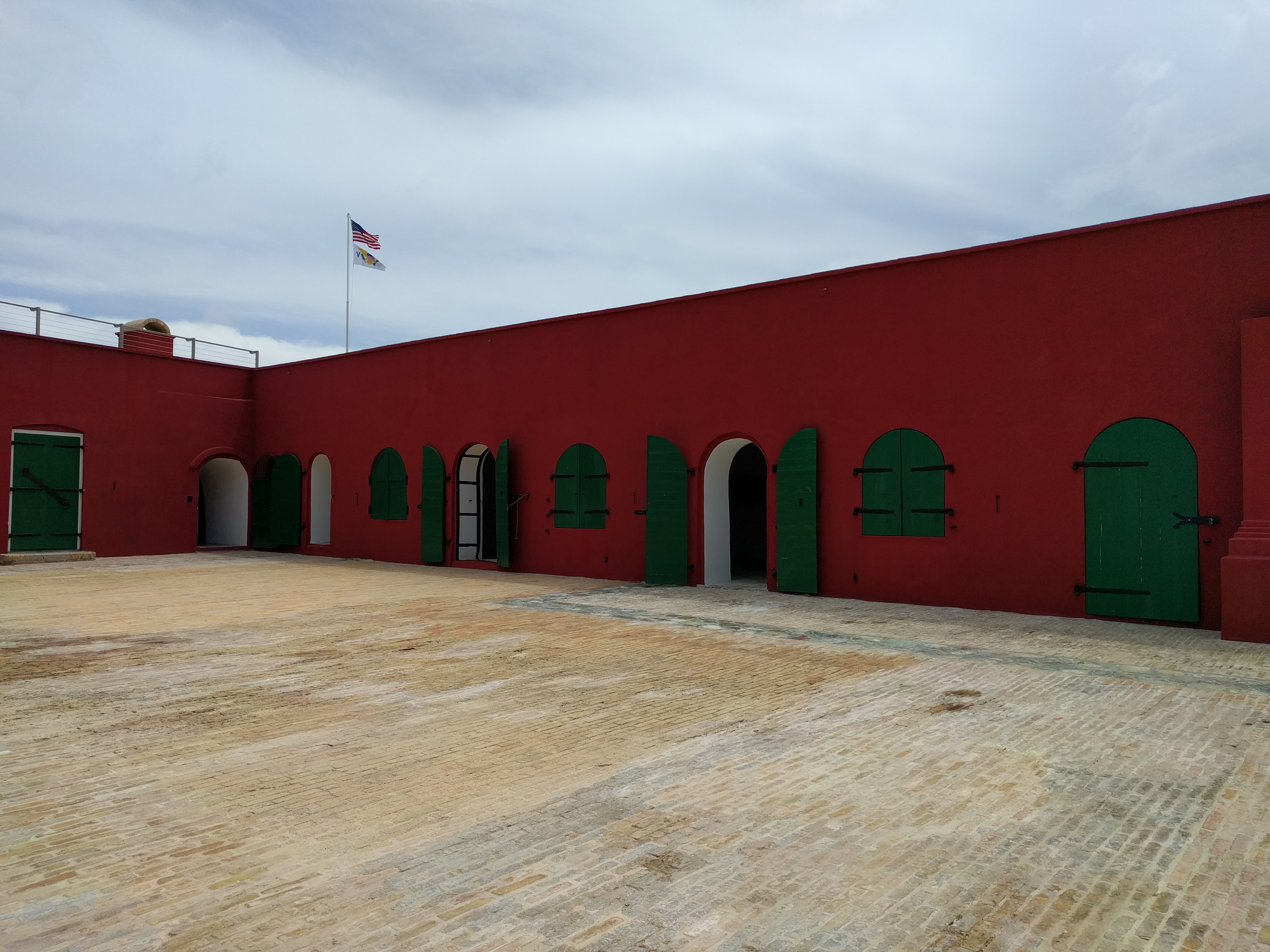
Binnenplein van Fort Christian